# Richard Pietzsch
Richard Pietzsch (* 23. März 1872 in Blasewitz; † 28. Januar 1960 in München) war ein Maler des Deutschen Impressionismus.

## Biographie
Richard Pietzsch, geboren am 23. März 1872 in Blasewitz bei Dresden (1921 nach Dresden eingemeindet), stammte aus einer kulturell engagierten Lehrer-Familie. Er studierte von 1891 bis 1894 an der Akademie der Bildenden Künste Dresden und wechselte im Herbst 1894 an die Akademie der Bildenden Künste München, wo er zunächst bei Paul Hoecker und ab Herbst 1895 bei Franz von Stuck studierte. 1897 bezog Pietzsch sein erstes Atelier in München-Schwabing. Im Frühjahr 1899 konnte er dank der Unterstützung durch Fritz von Uhde seine Werke zum ersten Mal auf der Frühjahr-Ausstellung der Münchener Secession zeigen.
Ab 1900 erhielt Pietzsch zunehmende Anerkennung der Kunstöffentlichkeit: regelmäßige Beteiligung an den Ausstellungen der Münchener Secession (deren Mitglied er bald nach 1900 wurde), der Berliner Secession (von Max Liebermann und Walter Leistikow unterstützt) sowie auf deutschlandweiten Ausstellungen, Veröffentlichung seiner Arbeiten u. a. in der Jugend und Museumsankäufe. Seit 1903 lebte er in Grünwald im Isartal. 1905 vergab der Deutsche Künstlerbund an ihn eines der Stipendien des ersten Jahrganges für den Aufenthalt im neu gegründeten Künstlerhaus Villa Romana in Florenz, wo er sich von April 1906 bis Silvester 1906 aufhielt. Im gleichen Jahr hatte er die schwedische Malerin Fanny Westberg geheiratet. Nach einem mehrmonatigen Aufenthalt auf Korsika kehrte Pietzsch im Frühsommer 1907 nach Deutschland zurück, wo er die Leitung der Landschaftsklasse an der Damen-Akademie des Münchner Künstlerinnenvereins (bis 1909) übernahm. In den folgenden Jahren lebte er in Grünwald, Icking, Wolfratshausen und ab 1913 wieder in München. Vom Herbst 1915 bis Januar 1916 war er als Kriegsmaler im nordfranzösischen Laon und an der Aisne-Front. Es entstanden Gemälde und Zeichnungen, die das zivile und militärische Leben im Alltag des Ersten Weltkriegs festhielten. Von 1916 bis 1930 lebte Richard Pietzsch im oberbayerischen Bad Tölz. 1913 wurde er zum Titularprofessor an der Akademie der Bildenden Künste München ernannt, 1925 folgte die Ehren-Mitgliedschaft. Regelmäßige Mal-Reisen führten ihn durch Oberbayern, nach Norddeutschland und nach Schweden. 1930 kehrte er nach München zurück, als ihm die Stadt München das Asam-Schlössl (ehemaliger Barockwohnsitz der Gebrüder Cosmas Damian Asam und Egid Quirin Asam) in München-Thalkirchen am Isar-Ufer als freie Wohnung und Atelier auf Lebenszeit überließ.
In der Zeit des Nationalsozialismus war Pietzsch Mitglied der Reichskammer der bildenden Künste. Für diese Zeit ist seine Teilnahme an 21 Gruppenausstellungen und eine Einzelausstellung sicher belegt, darunter 1942, 1943 und 1944 die Große Deutsche Kunstausstellung in München, auf der er Zeichnungen mit Münchner und bayerischen Motiven zeigte. Bei einem Bombenangriff im Herbst 1944 wurde nicht nur das Asamschlössl stark beschädigt, sondern auch Atelier und zahlreiche Gemälde vernichtet. Pietzsch wich in ein Notatelier in der kleinen oberbayerischen Ortschaft Beuerberg aus. Im Januar 1952 kehrte er nach München zurück, wo ihm die Stadt in der Schwabinger Franz-Joseph-Straße erneut Atelier und Wohnung zur Verfügung gestellt hatte. Er beteiligte sich noch an den Kunstausstellungen im „Haus der Kunst“. Im Juni 1953 vergab die Bayerische Akademie der Schönen Künste eine Ehrengabe an den Künstler. Gemalt hat er nach 1945 kaum noch, da ihn eine arthritische Erkrankung der Malerhand behinderte. Er starb am 28. Januar 1960 in München. Seit 1962 ist eine Straße im Münchner Stadtteil Solln nach ihm benannt.
Familie: Seine Frau Fanny Westberg (1874–1958) an der Stockholmer Akademie ausgebildet, war auch nach ihrer Heirat noch als Malerin tätig und stellte gemeinsam mit ihrem Mann aus, ebenso wie die gemeinsame Tochter Ingeborg. Der Sohn, Harald Pietzsch (1910–1944 als Soldat gefallen), war als Architekt und Kreisbaumeister im Berchtesgadener Land tätig. Sein älterer Bruder Martin Pietzsch prägte mit seinen Villen- und Kinobauten das Bild der Dresdner Stadtteile Blasewitz und Loschwitz. Die Nichte Sibylle Pietzsch, Dramaturgin, Architektin, Schriftstellerin, heiratete nach der Emigration in die USA 1934 in zweiter Ehe den Bauhaus-Künstler László Moholy-Nagy.

## Werk
Zum großen Teil umfasst das Werk Pietzschs Landschafts-Darstellungen. Aus seiner Villa-Romana-Zeit stammen italienische und korsische Motive; seinem Temperament eher entsprachen jedoch die Landschaft Schwedens, das er von 1904 bis 1923 wiederholt bereiste. Wichtigster Motivgeber war Süddeutschland, wo er im Berchtesgadener Land, im Altmühl- und Donautal, am Mittelrhein, im Chiemgau, in Tirol und besonders im Isartal zwischen München und dem Vorkarwendel malte. Besonders interessierten ihn die atmosphärischen Veränderungen einer Landschaft mit dem Wechsel der Jahreszeiten oder des Wetters. Seine Aufmerksamkeit galt nicht nur der Landschaft als topographischer Gegebenheit, sondern ihrer geschichtlichen Prägung. Er zeigt die bayerische Kulturlandschaft mit ihrer jahrhundertelangen Prägung durch bäuerliche Tätigkeit („Münchner Schafschur“, „Flachsschlagen“) ebenso wie das unaufhaltsame Vordringen der Technik („Reichsautobahnbau“, „Telefonmasten bei Murnau“). In Tölz, Berchtesgaden oder den Münchner Vororten beobachtete er die allmählichen urbanisierenden Veränderungen und hielt in seinen Gemälden das ländliche architektonische Erbe fest. Einen kleinen, aber qualitativ wichtigen Bestandteil seines Werks bilden die Stillleben, Interieurs und Familienszenen. Als unermüdlicher und geschulter Zeichner hinterließ Richard Pietzsch außerdem eine große Anzahl von Kohlezeichnungen, Aquarellen und Pastellen, die seine stilistische und motivliche Vielseitigkeit dokumentieren.

## Stilistische Einordnung
„Richard Pietzsch ist ein charakteristischer Vertreter der Münchner Plein-air-Malerei. Die frühen Werke bis kurz nach der Jahrhundertwende zeigen mit ihrem tonigen Kolorit und den stimmungsvoller Naturmotiven noch den Einfluss Stucks. Danach entwickelt Pietzsch einen impulsiven, kraftvollen Strich, der die Herkunft aus dem französischen, besonders aber dem süddeutschen Impressionismus nicht verleugnet. Die Vitalität, manchmal fast peitschende Bewegtheit der Malweise ist (…) vergleichbar mit dem Werk der Berliner Max Liebermann und Fritz von Uhde.“ (Ulrich Bischoff). In den späten zwanziger und dreißiger Jahren beruhigt sich der Stil zugunsten einer die Flächen ausbalancierenden Komposition und eines dünnflüssigeren, fein nuancierenden Farbauftrags.
Werke von Richard Pietzsch befinden sich u. a. im Besitz folgender Museen: Galerie Neue Meister Dresden, Villa Romana Florenz, Städel Museum Frankfurt, Bayerisches Armeemuseum Ingolstadt, Stadtarchiv Halle, Neue Pinakothek München, Städtische Galerie im Lenbachhaus München, Münchner Stadtmuseum, Oberhausmuseum Passau, Historisches Museum Regensburg sowie im Besitz von Städten und Gemeinden des Isartals. Eine Reihe von Kohlezeichnungen mit Flößer-Motiven ist im Besitz des Flößer-Kulturvereins München-Thalkirchen e.V.